# Athleta insperata
Athleta insperata is een slakkensoort uit de familie van de Volutidae. De wetenschappelijke naam van de soort is voor het eerst geldig gepubliceerd in 1979 door Darragh.